# Château de Wiston
Le château de Wiston (Wiston Castle en anglais, Castell Cas-wis en gallois) est un château fort médiéval, aujourd'hui en ruines, situé à Wiston, dans le sud-ouest du pays de Galles.
Il est fondé au début du XIIe siècle par un Flamand nommé Wizo Flandrensis. Les Gallois s'en emparent à trois reprises, en 1147, 1193 et 1220, mais il revient toujours entre les mains des Anglais. Il est abandonné à la fin du XIIIe siècle.
Construit au sommet d'une colline faisant face à l'église paroissiale, le château de Wiston est l'une des mottes castrales les mieux conservées du pays de Galles. Il est protégé en tant que monument classé de Grade I et scheduled monument.

## Histoire
Le château de Wiston est fondé avant 1112 par un certain Wizo Flandrensis (mort vers 1130), à qui il doit son nom. Le Pembrokeshire accueille alors un fort influx d'immigrants flamands en raison d'inondations dévastatrices survenues vers 1108 dans le comté de Flandre. Ce mouvement est encouragé par le roi d'Angleterre Henri Ier, dont la mère est flamande et qui y voit un moyen de renforcer son autorité dans la région, dans le contexte de l'invasion normande du pays de Galles.
En 1147, les fils de Gruffydd ap Rhys de Deheubarth s'allient avec le prince de Gwynedd Hywel ab Owain Gwynedd et le baron normand William FitzGerald pour s'emparer du château de Wiston. Il ne reste pas longtemps aux mains des Gallois et les Flamands en récupèrent rapidement le contrôle.
Une deuxième attaque prend place en 1193. Hywel Sais, fils du prince de Deheubarth Rhys ap Gruffydd, s'empare du château et capture le seigneur Philip de Gwys (le petit-fils de Wizo Flandrensis), ainsi que ses fils. Philip reprend le contrôle de Wiston deux ans plus tard, en 1195.
Le château de Wiston subit une troisième et dernière attaque en 1220, lorsque le prince de Gwynedd Llywelyn le Grand s'en empare et y met le feu. Lorsque les Anglais rétablissent leur domination dans la région, le roi Henri III ordonne au comte de Pembroke Guillaume le Maréchal de reconstruire le château. Néanmoins, les travaux ne sont jamais achevés, soit à cause de l'extinction de la famille Maréchal en 1245, soit à cause de la poursuite des activités militaires de Llywelyn.
Wiston est acquis à la fin du XIIIe siècle par John Wogan, mais il cesse rapidement d'être occupé au profit du château de Picton, situé à quelques kilomètres au sud, qui devient la résidence principale de la famille Wogan. Pendant la Première révolution anglaise, en 1643, la place est brièvement occupée par une garnison royaliste. Elle est évacuée après la défaite royaliste de Colby Moor, l'année suivante.

## Architecture
Le château de Wiston réutilise des ouvrages défensifs en terre remontant à l'âge du fer, qui se composent d'un fossé et d'un talus de forme ovale. Les Flamands édifient au début du XIIe siècle une motte d'une dizaine de mètres de haut et d'une cinquantaine de mètres de diamètre, au sommet de laquelle est construite une tour en bois ceinte d'une palissade.
Les travaux entrepris après la reconquête du château en 1220 impliquent la reconstruction du donjon sous la forme d'une grande tour en pierre aux murs de 1,6 m d'épaisseur. Cette tour enclot un espace circulaire d'une douzaine de mètres de diamètre qui abrite des bâtiments encore en bois. Une pièce est ajoutée ultérieurement à l'étage du donjon, au-dessus de la porte, et quelques travaux d'épaississement des murs prennent place.